# Carié-Bézard
Pour les articles homonymes, voir Carié.
Henry-Liévain Carié dit Carié-Bézard (Paris, v. 1763 - Saint-Germain-en-Laye, 3 octobre 1809) est un banquier français, qui fut l'un des premiers régents de la Banque de France.

## Parcours
Henry-Liévain Carié est le fils d'un riche négociant, Nicolas-François Carié, successeur de la maison Carié fils et Cie, établi à Paris et à Lyon, qui meurt en 1766. Sa mère, Anne-Marie-Gabrielle Braeckman, originaire de Gand, se remaria avec l'avocat Jean-Baptiste Accarias de La Buissière, qui fonde la maison de banque Labuissière, Carié et Cie en 1772 qui sera dissoute en 1791.
Soutenu par son beau-père, il est d'abord avocat au Parlement de Paris tout en devenant associé de la banque Labuissière, Carié et Cie en 1787. Sous la Terreur, un événement tragiques bouleverse son destin. Sa sœur Marie-Charlotte avait épousée Augustin-Jacques Perier, lié à la famille du banquier Claude Perier. Devenu l'un des directeurs de la Compagnie des Indes orientales et de la Chine, il se suicida à Lorient en 1793 au moment de la liquidation et de l'enquête lancée sur cette société. Partie recueillir sa succession, Marie-Charlotte fut assassinée avec sa fille unique dans un bois par les Chouans.
Fort de cet héritage, il épouse le 23 mai 1795 Gabrielle-Jeanne-Eulalie Bézard (1768-1859), fille unique de Jacques Bézard qui avait été guillotiné quelques mois plus tôt : il avait été également l'un des directeurs de la Compagnie des Indes en 1785 et aussi un administrateur de la Caisse des comptes courants. Par ce double héritage, Henry-Liévain Carié, qui se fait appeler désormais Carié-Bézard, crée la maison de banque Carié, Bézard et Cie en s'associant à deux marchands, Imbert et Martin. 
Il devient, en 1796, l'un des banquiers les plus importants du Directoire.
Le 16 février 1800, il est nommé au Conseil de régence de la Banque de France et occupe le 11e fauteuil.
Entre-temps, il est devenu fournisseur aux armées comme nombre de ses collègues : il rejoint les Négociants réunis chargés de trouver des fonds pour le Trésor. Cependant, le Gouvernement met un certain temps à le rembourser et ses positions apparaissent de plus en plus fragiles. En 1802, il demande un crédit d'impôt au Trésor Public qui ne lui accorde qu'un délai d'une année sur un montant évalué à 2 millions de francs. 
Il fait faillite en janvier 1803 et la nouvelle fait sensation à la Bourse de Paris : dans la foulée, d'autres fournisseurs gouvernementaux essuient les plâtres, dont Collot et Rabaud. La créance de Carié sur l’État était évaluée à 8 millions. Il démissionne de son poste de régent le 17 octobre 1803.
La liquidation de ses affaires prendra plus de vingt ans, se soldant en mai 1825 par un montant d'actifs de plus de 100 000 francs seulement, versés au profit de sa veuve.